# Un drame à la ferme
Un drame à la ferme est un film belge muet réalisé par Théo Bergerat et sorti en 1921.

## Fiche technique
- Titre flamand : Een drama op de hoeve
- Titre anglais : A Farmyard Drama
- Réalisation : Théo Bergerat
- Scénario : Michel Lévy alias Jacques Monteil[1]
- Production :  Compagnie Belge des Films Cinématographiques (CBFC)

## Distribution
- Léopold
- Fernand Plangère[2]
- Aimé Maider
- Jimmy O'Kelly